# Lorielle London
Lorielle London (Birkenfeld, 24 de diciembre de 1983) es una artista alemana.

## Biografía
Lorielle London nació en Birkenfeld en 1983, hija de una diseñadora de moda alemana y un soldado estadounidense y creció en la cercana ciudad de Baumholder.
Desde su infancia hasta su debut televisivo, trabajó exclusivamente en diversas profesiones escénicas, visuales y artísticas. Hermann Spaan, profesor de pintura, dibujo libre y aplicado en la sede Idar-Oberstein de la Universidad de Ciencias Aplicadas de Trier, descubrió a London en la escuela de arte Nana Prestel. Comenzó a estudiar pintura con él en el instituto a la edad de 12 años. Luego vendió sus obras, principalmente retratos y dibujos de desnudos, en diversas exposiciones. Su madre actuó como su agente hasta la edad adulta. London descubrió su amor por el canto en su juventud en un coro gospel estadounidense. Como artista solista, actuó en varios festivales, dio conciertos y fue contratada como vocalista principal de varias bandas.
También se dedicó al contorsionismo, una forma de acrobacia, durante 17 años. En aquella época, y antes de su transición, era una de las pocas contorsionistas masculinas de Alemania. 
Debido a un cambio en su voz, abandonó sus ambiciones de cantar y decidió, como su madre, formarse primero como sastre de moda y luego estudiar diseño de moda.

### Debut en televisión
Lorielle London se hizo conocida en 2003 bajo el nombre de "Lorenzo" como concursante de la segunda temporada de Deutschland sucht den Superstar (DSDS). Después de no haber llegado a “Recall” en la primera temporada, aplicó para la siguiente temporada con la canción «I Just Called to Say I Love You» de Stevie Wonder y finalmente obtuvo el décimo lugar en los shows temáticos. Llamó la atención principalmente por su apariencia andrógina y sus gestos, que a menudo fueron discutidos y ridiculizados en programas satíricos. London dice que después de su partida, tuvo que aprender rápidamente a lidiar con su imagen y estatus de celebridad, que era completamente contraria a su vida anterior como artista.

### Carrera profesional
Después de aparecer en Germany's Next Top Model siguió despertando el interés de los productores de televisión. Ha aparecido en diversas series, programas y numerosos programas sensacionalistas. En 2004, London participó, entre otros, en el reality show Die Alm. El programa que hasta entonces tenía una baja audiencia, alcanzó una alta cuota gracias a la tardía llegada de London. La cadena ProSieben prolongó la emisión una semana más y London se quedó hasta la final. Luego pasó varios años como protagonista en varios reportajes y series en Sat.1. En 2006 hizo su debut como actriz en Die ProSieben-Märchenstunde.
En el otoño de 2006, Lorielle London se declaró públicamente transgénero. Abandonó por completo su identidad masculina y anunció que en el futuro viviría su vida como mujer. En relación con sus actividades profesionales, adoptó el nombre artístico de Lory Glory. Además, se sometió a una cirugía de afirmación de género como parte de su cambio de identidad.
La cantante de gospel Lori Hölzel con el nombre artístico Lori Glori obtuvo una sentencia judicial que prohibía a Londres elegir el nombre debido al riesgo de confusión. Luego adoptó el nombre de Lorielle London en octubre de 2008.

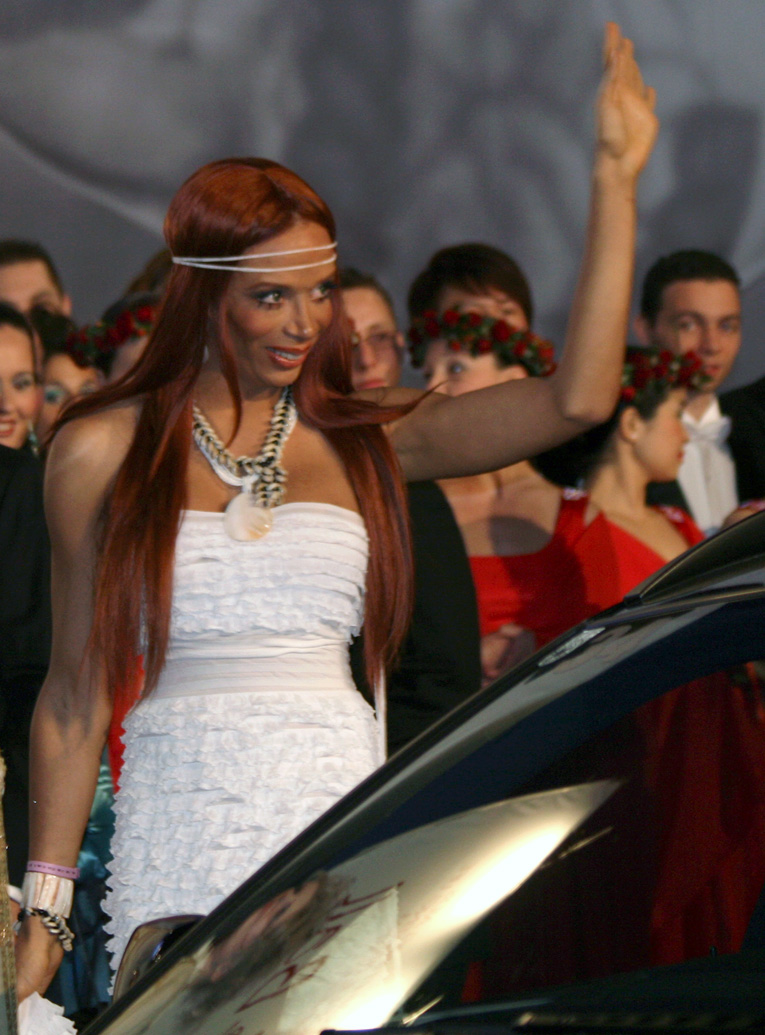
Lorielle Londres (Life Ball 2009)

En enero de 2009, participó como candidata en el reality show Ich bin ein Star en RTL. Stefan Niggemeier describió su actuación en la FAZ, a pesar de todos los prejuicios, como “humana, vulnerable, real”. Al final, quedó en segundo lugar, justo detrás de la actriz Ingrid van Bergen. Desde entonces, ha estado activa como invitada de televisión, reportera y copresentadora. Para RTL informó desde la alfombra roja de los Echo Awards 2009 y entrevistó a Helene Fischer, Taylor Swift, Lionel Richie y Udo Lindenberg, entre otros. En la final de Germany's Next Top Model de 2009, trabajó como reportera detrás de escena para el especial exclusivo "La noche de las superestrellas". Como invitada famosa y copresentadora de Gran Hermano, apoyó a la presentadora de televisión Miriam Pielhau en la primavera de 2009. A esto le siguieron dos apariciones más como invitado en Gran Hermano en 2010. En 2011, la productora de televisión Norddeich TV la contrató para el programa Die Schulermittler para actuar como coach de una joven transgénero. El episodio fue transmitido en RTL el 19 de octubre de 2011. Ese mismo año se mudó a Londres para estar con su novio. En 2012, London apareció en el programa de RTL Total Blackout. Venció a candidatos como Roberto Blanco y Jimi Blue Ochsenknecht y finalmente ganó como “Reina de las Tinieblas”. También informaba diariamente como reportera sobre los acontecimientos actuales en la selva para la revista Jungle Camp, que se transmitió en RTL Nitro en 2013.

## Filmografía
Lorielle London ha aparecido en varias producciones de televisión como concursante o actriz:
- 2003–2004: Deutschland sucht den Superstar (RTL)
- 2004: Die Alm – Promischweiß und Edelweiß (ProSieben)
- 2006: Die ProSieben-Märchenstunde – „Rotkäppchen – Wege zum Glück“ (ProSieben)
- 2008: DSDS – Das große Wiedersehen (RTL)
- 2009: Ich bin ein Star – Holt mich hier raus! (RTL)
- 2009: Das perfekte Promi-Dinner (VOX)
- 2009: Promi Kocharena (VOX)
- 2009: Mrs. Hankey’s Christmas Special
- 2009/2010: Big Brother (RTL II)
- 2010: Der große deutsche Führerschein-Test (RTL II)
- 2011: Die Schulermittler (RTL)
- 2013: Promi Shopping Queen (VOX)
- 2014: Frauendingsbums (SIXX)